# Geschichte Quedlinburgs
|  | 922  | Erste urkundliche Erwähnung als Quitilingaburg in einer Urkunde Heinrich I.                  |
|  | 936  | Nach der Beisetzung Heinrichs I. wird ein Frauenstift zur Totenmemorie gegründet             |
|  | 973  | Osterhoftag Otto des Großen                                                                  |
|  | 994  | 994 erteilte Otto III. der Äbtissin Mathilde für Quedlinburg das Markt-, Münz- und Zollrecht |
|  | 1164 | Leineweber und Gewandschneider genannt; in der Folgezeit entstand die Neustadt               |
|  | 1336 | In der Fehde mit den Grafen von Regenstein ist Quedlinburg siegreich                         |
|  | 1477 | Die Stadtherrin schränkt Autarkiebestrebungen der Stadt ein                                  |
|  | 1546 | Einführung der Reformation                                                                   |
|  | 1936 | Heinrich Himmler instrumentalisiert die Stiftskirche                                         |
|  | 1994 | Quedlinburg wird auf die Liste des Weltkulturerbes der UNESCO gesetzt                        |

Wappen der Stadt Quedlinburg

Die Geschichte Quedlinburgs im nördlichen Harzvorland umfasst mehr als 1000 Jahre seit Gründung der Stadt und lässt sich darüber hinaus bis zu den vorgeschichtlichen Siedlungsplätzen zurückverfolgen. Als Sitz der Äbtissin des Quedlinburger Damenstiftes und besonders als zu Ostern besuchte Königspfalz der weltlichen Herrscher, insbesondere der Ottonen nahm Quedlinburg vom 10. bis zum 12. Jahrhundert einen besonderen Rang ein.

## Frühe Besiedlungen
Die ersten Siedlungsspuren reichen bis in die Altsteinzeit zurück. Die Gegend war fast durchgehend besiedelt. Die ertragreichen Böden machten die Gegend für Siedler während des Neolithikums besonders interessant, was sich in vielen Siedlungsresten dieser Epoche nachweisen lässt. So finden sich auf den markanten Bergspitzen die an den Seitenwänden des Bodetals aufragen, aufgereiht wie auf einer Kette, viele neolithische Begräbnishügel, wie auf dem Moorberg, der Bockshornschanze oder dem Brüggeberg. Etwa 2 km nordwestlich von Quedlinburg, westlich der Wüstung Marsleben konnte 2005 eine Kreisgrabenanlage der Stichbandkeramik untersucht werden, die der Kreisgrabenanlage von Goseck in Alter, Ausdehnung und Form nicht nachsteht. Im Gegensatz zu Goseck verläuft über diese Anlage heute die Trasse der B 6n.
Die zahlreichen neolithischen Funde und ihre Befunde verteilen sich in und um Quedlinburg auf mindestens 55 Plätzen (alphabetisch geordnet): Aholzturm, Altenburg, Bicklingsbach, Unter dem Birnbaum, Boxhornschanze, Chausseehaus Quarmbach, Dornberg, Felsenkeller, Finkenflucht, Flugplatz, Galgenberg, Gersdorfer Burg, Halberstädter Str.-Ost, Hackelteich, Hammwarte, Heinrichstraße, Hinterklei, Höfen, Heiliges Zeug, Husarenstieg, Jungfernhohlweg, Kalkberg, Krähenhüttenberg, Krankenhaus, Kratzensteins Tongrube, Krückenberg, Kuhschlucht, Landgraben, Lehof, Liebfrauenberg, Lieseckenberg, Moorberg, Mühlenworth, Ochsenkopf, Paradiesgarten, Petersberg, Radelberg, Schenkendorfstraße, Schloßberg, Schmökeberg, Schösserköpfe, Seminarstraße, Seweckenberge, Steinholz, Freiherr-vom-Stein-Straße, Wallstraße, Wiperti, Groß Orden (Wüstung), Knüppelrode (Wüstung), Marsleben (Wüstung), Groß Sallersleben (Wüstung).
Funde der Walternienburger–Bernburger Kultur wurden am Quedlinburger Krankenhaus, der Boxhornschanze, dem Radelberg, dem Petersberg, dem Liebfrauenberg, der Altenburg und dem Moorberg gemacht.
Funde und Befunde der Metallzeiten, insbesondere die römisch-kaiserzeitlichen Funde wurden u. a. auf dem Moorberg und dem Galgenberg dokumentiert.

## Mittelalter
Am Ende des 8. Jahrhunderts häufen sich urkundliche Nachrichten über Ortschaften in der Umgebung Quedlinburgs: Marsleben (wüst), Groß Orden (wüst), Ballersleben (wüst), Ditfurt und Weddersleben. Die Wipertikirche ist als Filiale der Abtei Hersfeld wahrscheinlich um 835/63 gegründet worden.

### Königliche Osterpfalz vom 10. bis 12. Jh.

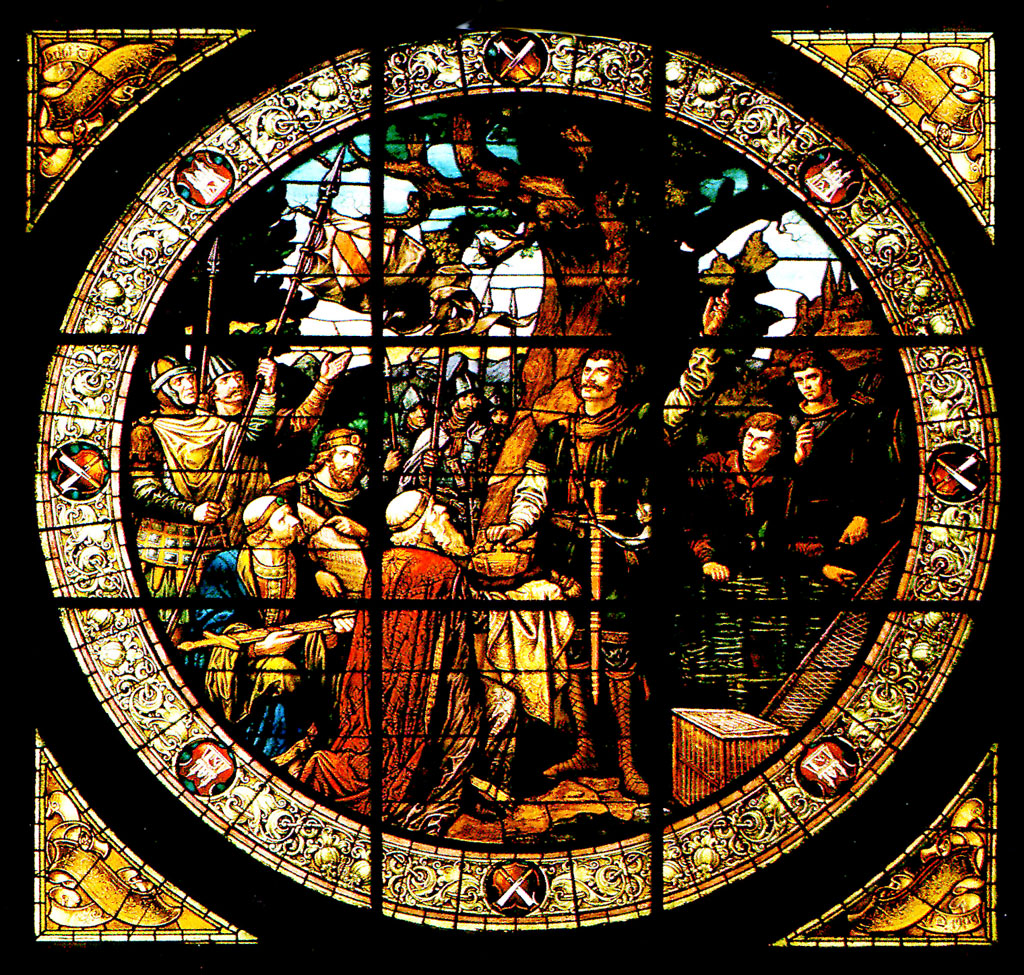
Die legendäre Königserhebung Heinrichs I. am Quedlinburger Finkenherd fand tatsächlich 919 zu Fritzlar statt

Seine Bedeutung erlangte Quedlinburg, als es im 10. Jahrhundert die Königspfalz wurde, an der die ottonischen Herrscher das höchste christliche Fest, das Osterfest feierten. Erstmals wurde es als villa quae dicitur Quitilingaburg in einer Urkunde König Heinrichs I. vom 22. April 922 erwähnt.
Später bestimmte Heinrich den Ort zu seiner Grablege und wurde nach seinem Tod in Memleben im Jahr 936 in der Pfalzkapelle auf dem Schlossberg bestattet.
Seine Witwe Königin Mathilde ließ sich von Heinrichs Sohn und Nachfolger Otto I. die Gründung eines Damenstiftes mit der Aufgabe der Totenmemorie bestätigen. Dreißig Jahre lang stand die Witwe Mathilde ihrer Stiftsgründung selbst als Leiterin vor, ohne eine Äbtissin gewesen zu sein. Otto I. besuchte Quedlinburg in unregelmäßigen Abständen zur Feier des Osterfestes und zu den Gedenktagen an seinen Vater. Im Jahr 941 entging er dabei nur knapp einem Mordanschlag durch seinen jüngeren Bruder Heinrich. Ottos 955 geborene Tochter Mathilde, die von Anfang an für die Leitung des Damenstiftes vorgesehen war, wurde auf dem Osterhoftag 966 mit der Leitung des Damenstiftes betraut. Zwei Jahre später, am 14. März 968 starb ihre Großmutter und wurde an der Seite ihres Gemahls bestattet. Ihr Grab und ihr steinerner Sarkophag sind erhalten geblieben, während die Grablege Heinrichs leer ist.

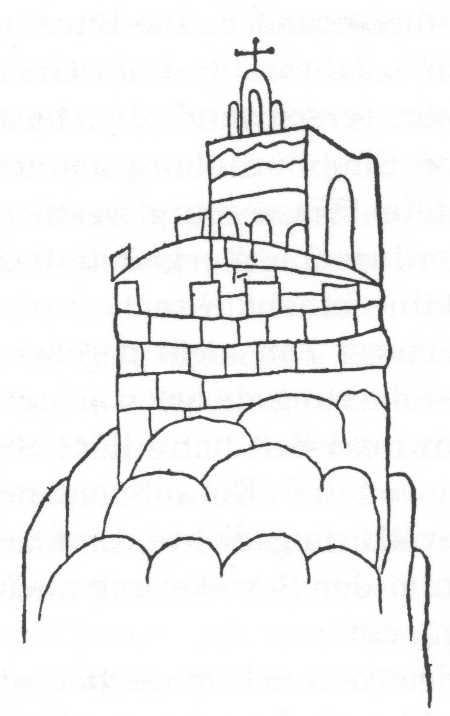
Älteste Darstellung des Quedlinburger Schlossberges von 956

Der größte und glanzvollste Hoftag Ottos des Großen fand 973 statt. Unter den internationalen Teilnehmern befanden sich auch Boleslav I., Herzog von Böhmen, und Mieszko I., Herzog der Polanen, die dem Kaiser den Treueeid leisteten. Kurz darauf starb Otto I. und wurde in Magdeburg begraben. Sein Sohn Otto II. besuchte in seiner zehnjährigen Regentschaft nur zweimal Quedlinburg.
Nach dessen Tod 984 war Otto III. erst sechs Jahre alt. Er wurde von seinem Onkel Heinrich dem Zänker entführt, der sich in Quedlinburg mit einer Oppositionsbewegung selbst zum König machen wollte. Aufgrund des Eingreifens verschiedener Großer und vor allem von seiner Großmutter Adelheid von Burgund, der zweiten Gemahlin Ottos I., und seiner Mutter Theophanu, der Gemahlin Ottos II., gelang es, dies zu verhindern. Zwei Jahre später musste Heinrich in Quedlinburg sehr symbolträchtig dem jungen Otto III. huldigen. Otto III. war es auch, der 994 dem Stift seiner Tante, der Äbtissin Mathilde, das Markt-, Münz- und Zollrecht verlieh. Damit war eine wichtige Bedingung für die weitere städtische Entwicklung Quedlinburgs geschaffen. Im Jahr 1000 fand erneut ein großer Hoftag in Quedlinburg statt, zunächst wurde das Osterfest auf dem Schlossberg gefeiert, anschließend zogen Otto und alle anwesenden Großen des Reiches auf Ottos Pfalz (ad cortem suam) im Tal bei St. Wiperti.
Von der weiteren reichspolitischen Bedeutung Quedlinburgs im 11. und 12. Jahrhundert zeugen die vor Ort verfassten später so genannten Quedlinburger Annalen. Diese verzeichnen im Jahre 1009 erstmals in schriftlichen Quellen Litua, den Namen Litauens.
In den ersten Jahrzehnten nach Gründung des Damenstiftes werden zahlreiche Schenkungen durch das sächsische Königshaus verzeichnet. Alle späteren Quedlinburger Wüstungen gehören dazu, aber auch weit entfernte Orte, wie das 170 km entfernte Soltau, die Kirche St. Michael des Volkmarskellers (956), Duderstadt (974), Potsdam (993) und Gera (999). Otto I. schenkte insgesamt 48 Orte, Otto II. elf Orte und Otto III. zehn Orte an das Quedlinburger Damenstift. Später kamen weitere 150 Orte hinzu, aber auch andere Schätze.

### Aufstrebende Stadt des Spätmittelalters
In den folgenden vier Jahrhunderten nahm Quedlinburg als Stadt einen wirtschaftlichen und politischen Aufschwung. Wie in anderen Städten (Braunschweig, Halberstadt) der Region waren das Gewandschneider- und Kaufmannswesen besonders intensiv. Um 1330 wurde die Altstadt mit der im 12. Jahrhundert gegründeten Neustadt belehnt, die fortan immer geschlossen als Stadt Quedlinburg agierten.
Zum wirtschaftlichen Erfolg gesellte sich 1336 auch politischer, als die Stadt in einem regionalen Konflikt zwischen dem Halberstädter Bischof und dem Grafen von Regenstein letzteren gefangen setzen konnte. Die Stadt erlangte größere Unabhängigkeit von der Stadtherrin, der Äbtissin des Damenstiftes, und durfte in der Folge ihre Verteidigungsanlagen massiv ausbauen. Das neue Selbstbewusstsein wurde in Form von vielen Städtebündnissen auch nach außen hin demonstriert. Als Krönung dieser Entwicklung trat die Stadt 1384 dem Niedersächsischen Städtebund und 1426 dem Hansebund bei.
Der Plan des Stadtrates, sich immer stärker von den Befugnissen der Äbtissin zu befreien, mündete 1477 in einem gewaltsamen Konflikt. Die Quedlinburger hatten mit dem Versuch, Äbtissin Hedwig von Sachsen mit Waffen aus der Stadt zu vertreiben, den Bogen überspannt. Die Äbtissin ersuchte bei ihren Brüdern, den Wettiner Herzögen Ernst und Albrecht um Hilfe. Die entsandten Truppen stürmten die Stadt ohne Verluste, während 80 Quedlinburger fielen. Die Bürgerschaft unterwarf sich daraufhin und schied aus sämtlichen Bündnissen aus. Der 1440 aufgestellte Roland, Symbol der Marktfreiheit und Zeichen städtischer Unabhängigkeit, wurde gestürzt und zerschlagen (erst 1869 wurde wieder eine Rolandstatue aufgestellt).

## Neuzeit

### Reformation und Frühneuzeit

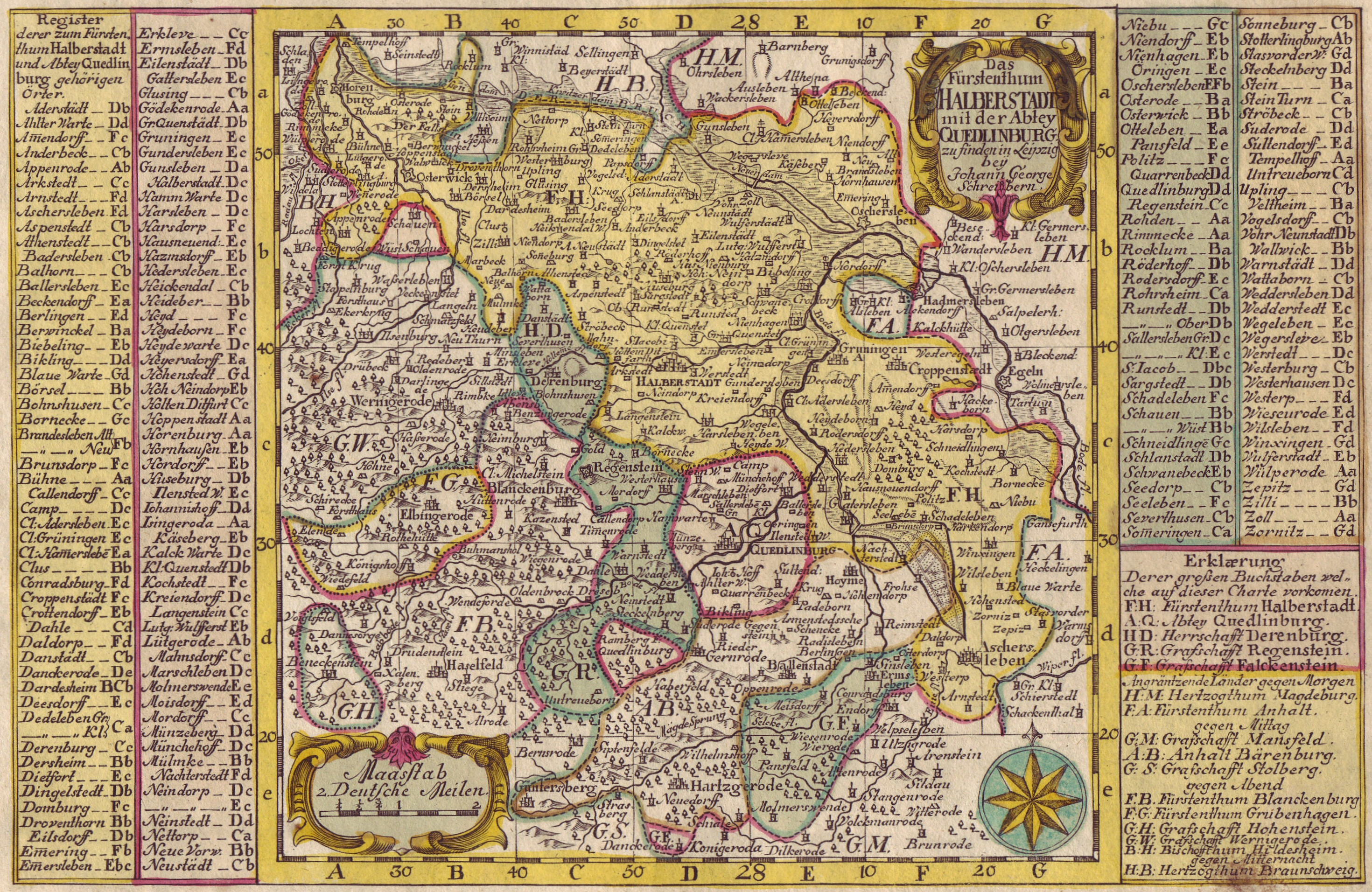
Abtei Quedlinburg um 1750

Während des Bauernkriegs wurden vier Klöster der Stadt, das Prämonstratenserkloster St. Wiperti, das Benediktinerinnenkloster St. Marien, das Franziskanerkloster in der Altstadt und das Augustinerkloster in der Neustadt zerstört. Die Reformation wurde in Quedlinburg im Jahr 1539 durchgesetzt und das Stift in ein evangelisches „Freies weltliches Stift“ umgewandelt.
Pestepidemien haben in Quedlinburg 1565/6, 1577, 1598, 1611, 1626 und 1636/7 gewütet und jeweils mehrere hundert Menschenleben gefordert. Die Einrichtung eines Pesthofes vor den Toren der Stadt verhindert langfristig weitere Pestwellen. 1615 wurde das Quedlinburger Rathaus umgebaut. Den größten städtebaulichen Aufschwung nahm die Stadt beachtenswerterweise ab dem Dreißigjährigen Krieg. Die meisten der 1.200 erhaltenen Fachwerkhäuser sind in dieser Zeit entstanden.
Der größte Stadtbrand verwüstete 1676 über 40 Häuser im Bereich der Steinbrücke, der Word und des Neuen Weges. 1698 besetzten brandenburgische Truppen die Stadt, womit fortan Preußen Schutzmacht war. Bei der größten Feuersbrunst in der Neustadt brennen 1797 auch die baulichen Reste des Augustinerklosters ab. 1802 wurde im Zuge der Säkularisation im Vorgriff auf den 1803 verabschiedeten Reichsdeputationshauptschluss das seit 936 bestehende Damenstift aufgelöst. Die Stiftsgebäude auf dem Schlossberg gingen in den Besitz des preußischen Staates (1807–1813 Königreich Westphalen) über.

### Garnisonsstadt seit 1815
Von 1815 bis 1938 war Quedlinburg eine Garnisonsstadt. Zu den seit 1815 in Quedlinburg stationierten Schwadronen des Kürassier-Regiments Nr. 7 kam später das 7. Landwehr-Reiter-Regiment, 1859 ein Bataillon des Infanterie-Regiments Nr. 67 und seit 1871 Teile des Infanterie-Regiments 165. Aus wirtschaftlichen Gründen bewarb sich die Stadtbehörde bei den Heeresvermehrungen immer wieder um weitere Garnisonen. Diesem Ansinnen kam die Militärführung 1905 nach und verlegte das I. und III. Bataillon des Infanterie-Regiments 165 mit dem Regimentsstab nach Quedlinburg.

### Pflanzzuchtzentrum und Industrialisierung im 19. Jahrhundert
Im Laufe des 18. und besonders im 19. Jahrhundert entwickelte sich durch die Blumen- und Saatgutzucht ein beachtlicher Wohlstand, der städtebaulich in einer Reihe von Jugendstilvillen seinen Ausdruck fand. Durch den Niedergang des frühneuzeitlichen Bierbrauereiwesens standen große Lagerhallen für eine Umnutzung bereit. Als die erste Zuckerfabrik das Regierungsbezirkes Magdeburg 1834 von G. Chr. Hanewald in Quedlinburg eingerichtet wurde, führte dies zur raschen Entwicklung landwirtschaftlicher Zuliefer- und Großbetriebe.
Die Entwicklung von Zuchtverfahren, der Anschluss an das Eisenbahnnetz und die Separation (1834–1858) sind Stationen der Saatzuchtfirmen Gebr. Dippe AG, Heinrich Mette & Co GmbH, Rudolf Schreiber & Söhne und weiterer zwanzig Firmen auf ihrem Weg zu einer weltwirtschaftlichen Bedeutung im Saatzuchtbereich. Neben der Zucht von Blumensamen wuchs seit Beginn des 20. Jahrhunderts die Bedeutung der Gemüsezucht.
1841 wurde das königliche Kreisgericht gegründet und in dessen Folge ein neues Gefängnis in der Weberstraße errichtet.
Von 1865 bis 1888 fanden sich in verschiedenen Verzeichnissen des 17. Jahrhunderts in Quedlinburg Fragmente der ältesten bekannten illustrierten biblischen Handschrift aus dem 5. Jahrhundert (Quedlinburger Itala).

### Kaiserreich 1871 bis 1914
Im ausgehenden 19. und beginnenden 20. Jahrhundert wurden als Hilfskräfte für die industrielle Samenzucht und -vermehrung voranging polnische Saisonarbeiter eingesetzt. Daneben waren die Saatzuchtfirmen aber auch die größten Arbeitgeber dieser Zeit. 1907 sprach Rosa Luxemburg vor 800 Quedlinburger Arbeitern.
Zum Auffinden der sogenannten Quedlinburger Italafragmente siehe Quedlinburger Domschatz

### Erster Weltkrieg
Während des Ersten Weltkrieges wurden viele landwirtschaftliche Arbeiten mit Hilfe von zwischenzeitlich 17.000 Kriegsgefangenen aus Russland, Frankreich, England, Belgien und Italien durchgeführt, die in einem Kriegsgefangenenlager auf dem sog. Ritteranger etwa 2 km nordöstlich der Stadt untergebracht waren. Dieses Lager wurde seit September 1914 eingerichtet, war etwa Ostern 1915 fertig gestellt und bestand über den Krieg hinaus als Notunterkunft zaristischer Soldaten, bis es im Juni 1922 niedergebrannt wurde. Im selben Jahr wurde in Quedlinburg eine Feier zum tausendsten Jahrestag der ersten urkundlichen Erwähnung (922) gefeiert.

### Weimarer Republik
Bei Kämpfen in Zusammenhang mit dem Kapp-Putsch 1920 wurden in Quedlinburg 7 Soldaten und 14 Zivilisten getötet. Die folgenden Jahre waren von der großen Inflation geprägt, die ganz Deutschland als Spätfolge des Ersten Weltkrieges heimsuchte. Ein verheerendes Hochwasser der Bode 1926 zerstörte alle Brücken in Quedlinburg und legte so die Infrastruktur lahm, auch weil immer wieder auftretende spätere Hochwasser die Wiederaufbauarbeiten behinderten.

### Zeit des Nationalsozialismus
Zur Zeit des Nationalsozialismus wurde die Tausendjahrfeier (936–1936) des Todestages König Heinrichs I. von der SS als ein „propagandistisches Geschenk“ angesehen, nachdem die Stadt 1935 bei höchsten Reichsstellen um Unterstützung für die Ausrichtung der Feierlichkeiten am 2. Juli 1936 nachgesucht hatte. Heinrich Himmler ließ die Wipertikrypta und die Kirche St. Servatii 1938 beschlagnahmen und zu „Weihestätten“ der SS umfunktionieren. Bis 1944 wurden jährliche Feierlichkeiten am 2. Juli abgehalten, an denen Himmler bis 1939 teilnahm. 1937 ließ er die angeblich wiederaufgefundenen Gebeine Heinrichs I. in einer mitternächtlichen Zeremonie beisetzen, 1938 gründete er die „König-Heinrich-I.-Gedächtnisstiftung“, und 1939 bekam er vom Oberbürgermeister von Quedlinburg den eigens für ihn komponierten „König-Heinrichs-Marsch“ überreicht. Himmler, auf der Suche nach einem „germanischen“ Vorbild, das er in diesem ersten König aus sächsischem Hause gefunden zu haben meinte, sah sich zunehmend selbst vor allem die von Heinrich überlieferte Ostpolitik gegenüber den Slawen fortsetzen. Aus seinem Umgang mit dem König wurde abgeleitet, dass er sich für die Reinkarnation Heinrichs I. gehalten habe. – Nach dem Krieg wurden bei einer Öffnung des (neuen) Sarkophags die von der SS 1937 vorgezeigten „Funde“ als plumpe Fälschungen entlarvt.
In der Reichspogromnacht wurden alle jüdischen Geschäfte und viele Privatwohnungen geplündert. Am kommenden Morgen legte der Ladenbesitzer Sommerfeld seine Eisernen Kreuze aus dem Ersten Weltkrieg (EK 1 und 2) in sein zerstörtes Schaufenster und ein Schild: „Der Dank des Vaterlandes ist Dir gewiss.“ Bald darauf begann die Verschleppung jüdischer Bewohner. Im Stadtgebiet befanden sich drei Außenstellen von Konzentrationslagern: das Kreisgerichtsgefängnis, ein Gefangenenlager in der Kleersturnhalle und im Fliegerhorst in Quarmbeck.
Seit 1943/44 wurde Quedlinburg als Lazarettstadt genutzt, in der über 8.000 Verwundete in den Sporthallen und Notlazaretten versorgt wurden. In der Woche, bevor am 19. April 1945 amerikanische Truppenverbände (RCT 18) die Stadt fast kampflos einnehmen konnten, gelang es, Teile der Rakete V2, die auf dem Quedlinburger Bahnhof auf Waggons lagerten, aus der Stadt zu bringen. Dies verhinderte eine Bombardierung und so beschränkten sich die Kriegszerstörungen im Gegensatz zu den stark bombardierten Städten Halberstadt oder Magdeburg auf Artillerietreffer.

### Zeit der DDR

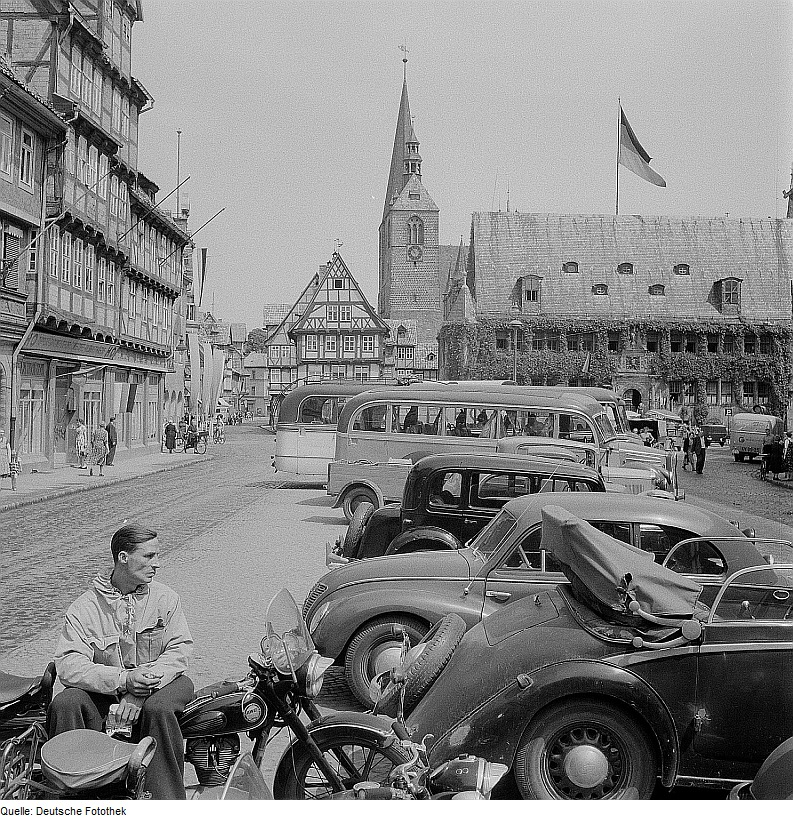
Foto vom Marktplatz aus der DDR-Zeit

Nach dem Krieg war Quedlinburg Teil des neugegründeten Landes Sachsen-Anhalt, seit 1952 des Bezirkes Halle. Während der DDR-Zeit wurde die Firma „Steinle und Hartung“ zu einem großen Betrieb für Mess- und Klimaregelungstechnik (MERTIK) ausgebaut. Die Demonstrationen vom 17. Juni 1953 konnten auch in Quedlinburg und Thale nur durch den Einsatz von Streitkräften der Sowjetarmee unterbunden werden.
An den Stadträndern entstanden in industrieller Bauweise Wohnungen für viele Quedlinburger (Süderstadt, Kleers). Seit 1957 wurde die St. Wiperti-Kirche restauriert und 1959 neugeweiht. Obwohl es kaum nennenswerte Kriegszerstörungen gab, reichten die Bemühungen durch die DDR bei weitem nicht aus, den drohenden Verfall der Quedlinburger Altstadt zu stoppen. Die ursprünglichen Planungen der DDR in den 1960er Jahren, die historische Altstadt vollständig niederzureißen und durch einen zentralen Platz und sozialistische Plattenbauten zu ersetzen, scheiterten an Geldmangel. Ein Versuch, die Plattenbauweise den historischen Verhältnissen anzupassen, ist im Bereich des Marschlinger Hofe, Neuendorf und der Schmalen Straße nördlich des Marktes zu sehen. Dafür wurde die sogenannte Hallesche Monolithbauweise (HMB) modifiziert und als Hallesche Monolithbauweise Typ Quedlinburg (HMBQ) umgesetzt. Ab 1976 wurden durch den Einsatz erfahrener polnischer Restauratoren und Bauleute aus Toruń punktuell Häuser zunächst mit massiven Bauelementen saniert, zum Beispiel Kornmarkt 7 (Ratswaage), Marktkirchhof 18, Marktstraße 2 (Kunsthoken), Schmale Straße 12, Schmale Straße 13, Steinweg 68. Erst nach der Wiedervereinigung 1990 wurden wieder viele Bauwerke in Fachwerkbauweise restauriert.
Anfang der 1980er Jahre hatte sich angeschlossen an die Ägidii-Kirchengemeinde die sogenannte „Haltestelle“ als ein Treffpunkt religiöser (besonders evangelischer) Jugendlicher unter Hans Jaeckel gegründet, die durch ihre Protestkultur später einen Nährboden für die gewaltlose Revolution in Quedlinburg bildete.

### Nach der gewaltlosen Revolution 1989/90
„Im Herbst 1989 demonstrierten in kaum einer anderen Stadt, gemessen an der Einwohnerzahl, so viele Menschen wie in Quedlinburg.“
Gewaltlose Demonstrationen fanden in Quedlinburg immer am Donnerstag statt. Die Demonstration am 2. November 1989 mit 15.000 Teilnehmern war trotz provozierendem Verhaltens der SED-Größen vor Ort ein Beispiel der Gewaltlosigkeit. Die größte Demonstration mit über 30.000 Teilnehmern fand am 9. November 1989 statt, ohne dass ein Teilnehmer ahnte, dass zur gleichen Zeit die Mauer geöffnet wurde. Die Kreisdienststelle des Ministeriums für Staatssicherheit wurde am 12. Dezember 1989 aufgelöst, nachdem die Klarnamendatei und die brisantesten Akten (bspw. zu Kirchenangelegenheit) in den Tagen vorher vernichtet worden waren.
Am 6. Januar 1990 fand zum Dank für den überwältigenden Empfang beim Überschreiten der Grenze ein großes Stadtfest statt. Zu diesem Fest kamen Würdenträger und 50.000 Gäste aus Goslar, den späteren Partnerstädten und anderen Orten.
Bei einem Spontanbesuch sagte Helmut Kohl im Januar 1990 der Stadt Hilfsgelder zur kurzfristigen Sicherung der extrem gefährdeten Bausubstanz zu und das Bundesland Niedersachsen spendete im Frühjahr 100.000 Dachziegel für Sofortmaßnahmen. Im Frühjahr 1990 sprach Gregor Gysi im Rahmen des Bundestagswahlkampfes auf dem Quedlinburger Marktplatz.
Ein gesellschaftlicher Tiefpunkt waren im Herbst 1992 ausländerfeindliche Übergriffe in der Quedlinburger Neustadt. Eine Antwort von Quedlinburger Einwohnern war die Gründung der bis heute sehr aktiven Präventionsmaßnahme „Altstadtprojekt“. Die geplante NPD-Demonstration 15 Jahre später wurde durch eine betont bunte Demonstration engagierter Quedlinburger verhindert.
Die 1945 geraubten Teile des Quedlinburger Domschatzes kehrten 1993 aus den USA zurück. Die Ansprache hielt die damalige Präsidentin des Deutschen Bundestages Rita Süssmuth. Zur Tausendjahrfeier der Verleihung des Markt-, Münz- und Zollrechtes wurden große Teile der Quedlinburger Altstadt und der Königshofkomplex im Dezember 1994 auf die Liste der UNESCO-Welterbestätten gesetzt. Gerhard Schröder besuchte 1998 mit dem spanischen Ministerpräsident José María Aznar und 1999 mit dem französischen Premierminister Lionel Jospin die Stadt.
Im Jahr 2005 hat der schwedische König Carl Gustaf zusammen mit seiner Frau, Königin Silvia und Tochter Viktoria, von Dessau kommend, in Quedlinburg Station gemacht.
Im September 2006 wurde Quedlinburg in der Fernsehsendung des ZDF Unsere Besten – Deutschlands Lieblingsorte auf Platz 10 gewählt. 2007 wurde der an der Adelheidstraße befindliche Heinrich-Brunnen eingeweiht.

## Historische Stadtansichten und Kartenmaterial

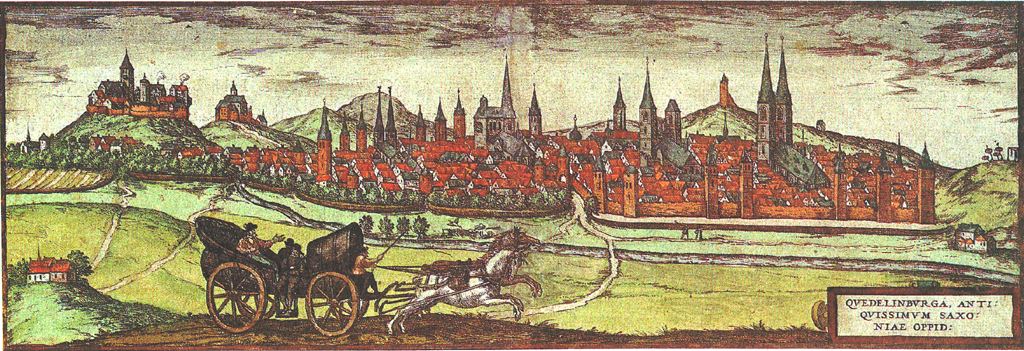
Quedlinburg 1581 nach Braun-Hogenberg
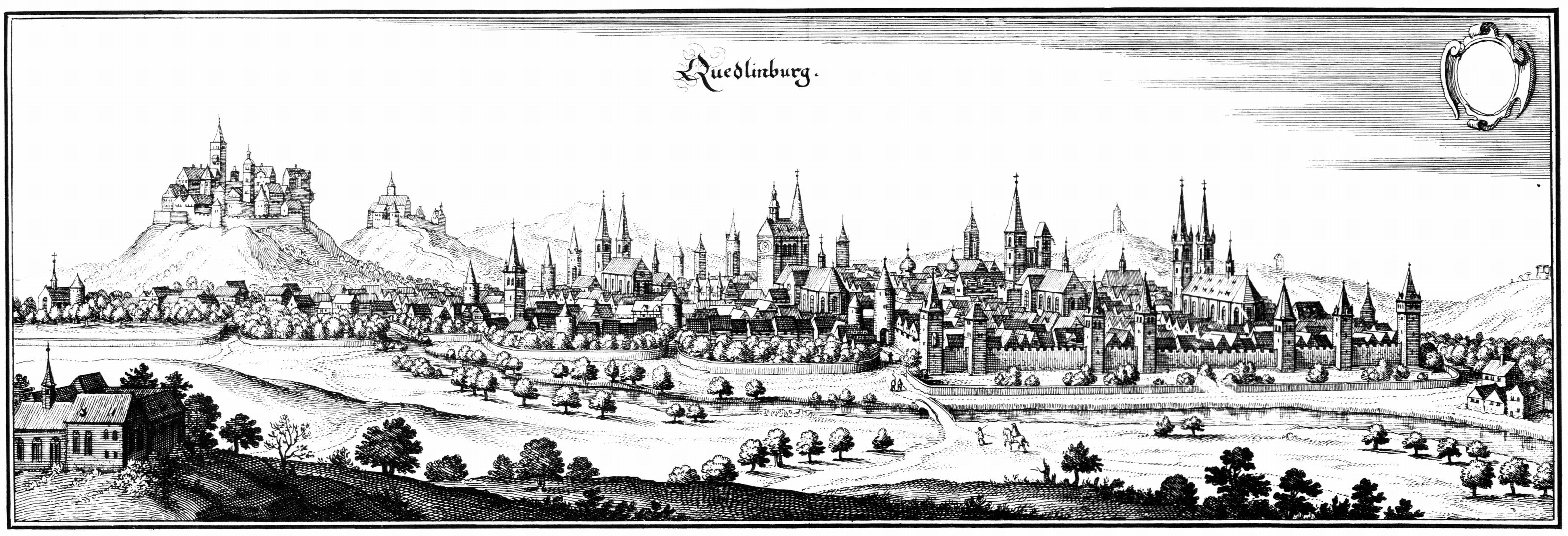
Quedlinburg 1647 nach Merian. Links im Vordergrund der Quedlinburger Schlossberg mit Dom, Schloss und Befestigungsanlagen. Rechts dahinter offenbar die Doppelburg Lauenburg bei Stecklenberg, die ab 1740 größtenteils abgerissen wurde.
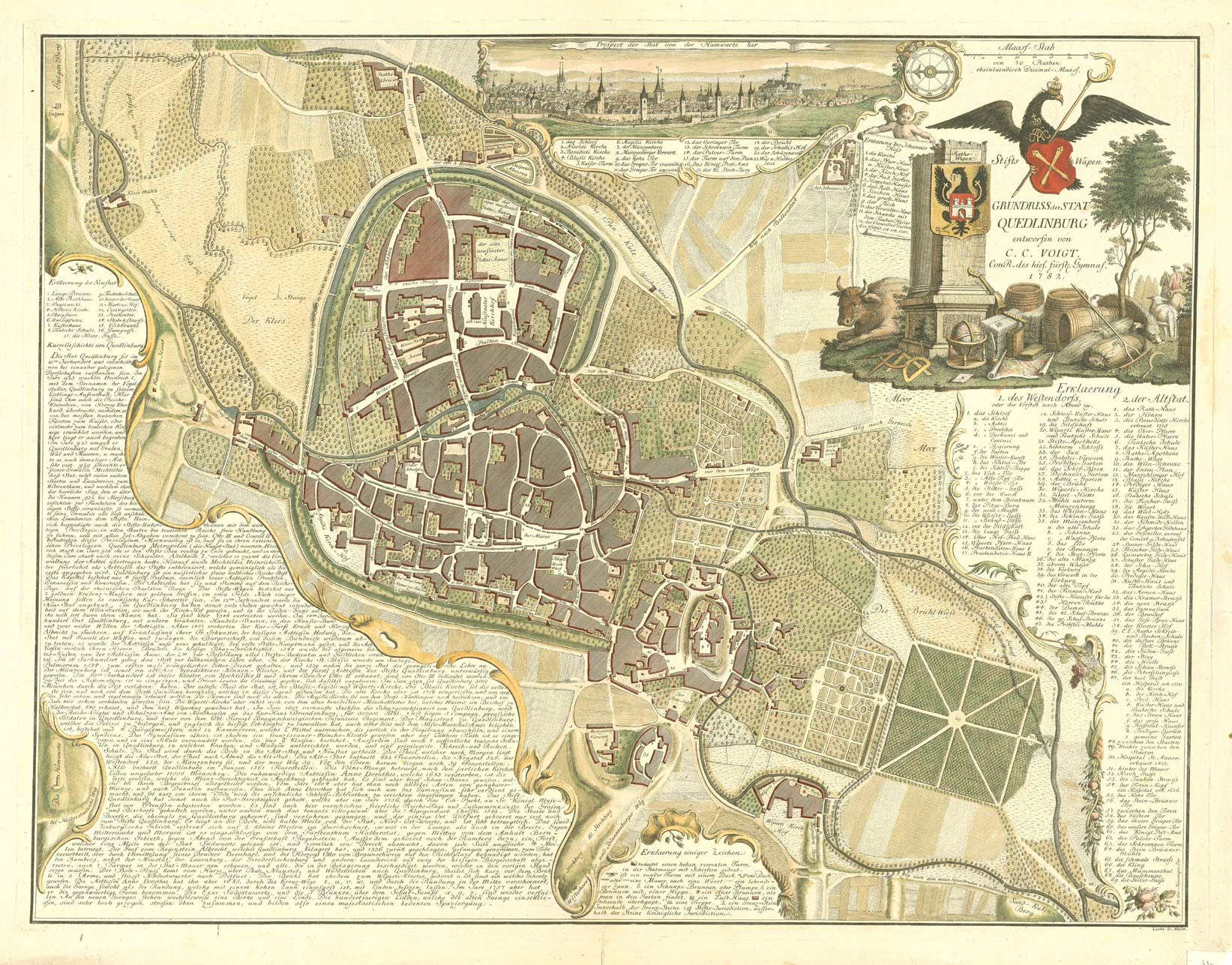
Quedlinburg 1782 (Norden ist links)
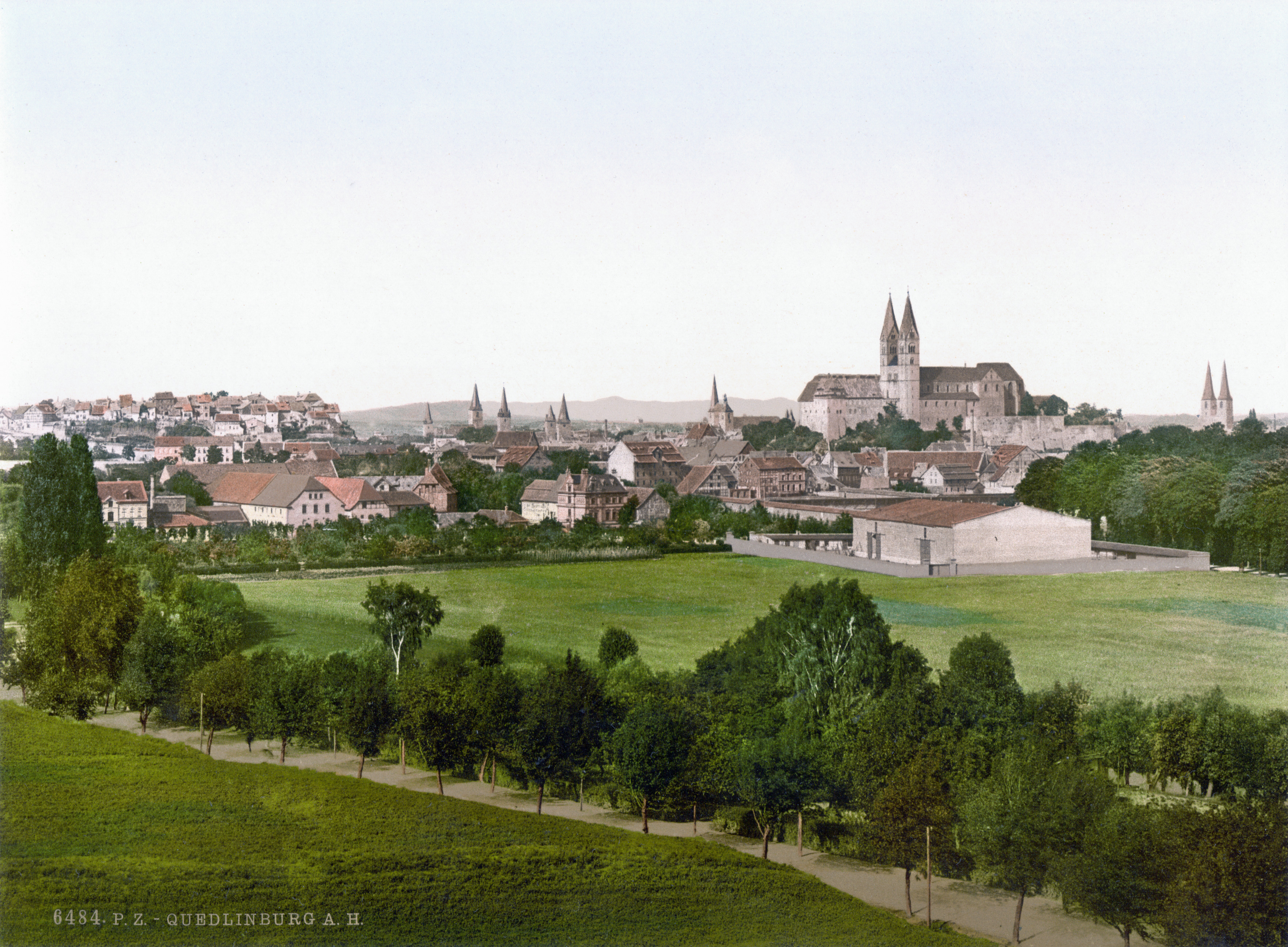
Quedlinburg zwischen 1890 und 1905